# Collateral Beauty: Druhá šance
Collateral Beauty: Druhá šance (v anglickém originále Collateral Beauty) je americký dramatický film z roku 2016. Režie se ujal David Frankel a scénáře Allan Leob. Ve filmu hrají Will Smith, Kate Winsletová, Keira Knightley, Helen Mirrenová, Edward Norton, Michael Peña a Naomie Harrisová. Snímek sleduje muže, který se vypořádává se smrtí své dcery prostřednictvím dopisů, které píše času, smrti a lásce. Film měl premiéru na Filmovém festivalu v Dubaji 13. prosince 2016 a do kin byl oficiálně uveden 16. prosince 2016.

## Obsazení
| Will Smith       | Howard Inlet          |
| Edward Norton    | Whit Yardsham         |
| Keira Knightley  | Aimee Moore / „Láska“ |
| Michael Peña     | Simon Scott           |
| Naomie Harrisová | Madeleine             |
| Jacob Latimore   | Raffi / „Čas“         |
| Kate Winsletová  | Claire Wilson         |
| Helen Mirrenová  | Brigitte / „Smrt“     |
| Enrique Murciano | Stan                  |
| Kylie Rogers     | Allison Yardsham      |
| Ann Dowd         | Sally Price           |
| Mary Beth Peil   | Whitova matka         |
| Liza Colon-Zayas | Trevorova matka       |
| Natalie Gold     | Adamova matka         |

## Produkce
13. května 2015 bylo oznámeno, že Hugh Jackman a Rooney Mara si zahrají v dramatu Collateral Beauty, které bude režírované Alfonsem Gomez-Rejonem a scénářem k filmu bude napsán Allanem Leobem. 15. června 2015 Variety oznámil, že se mluví o tom, že Jason Segel se připojí k obsazení. 15. července 2015 bylo oznámeno, že Jackman od projektu odpustil kvůli jeho závazkům k filmu Logan: Wolverine a producenti nyní přemýšlí o Johnnym Deppovi. 4. srpna 2015 bylo oznámeno, že hlavní roli se filmu zahraje Will Smith. V listopadu David Frankel získal pozici režiséra. V lednu 2016 se k projektu připojili Edward Norton, Michael Peña, Naomie Harrisová a Helen Mirrenová. V února se připojily Keira Knightley a Kate Winsletová.

### Soundtrack
V listopadu 2016 bylo potvrzeno, že skladba skupiny OneRepublic „Let's Hurt Tonight“ je součástí soundtrackové alba, hudební video bylo zveřejněné 6. prosince 2016.

### Natáčení
Natáčení začalo 22. února 2016 v New Yorku, kde se natáčelo v Queensu a na Manhattanu.

## Vydání
Film měl premiéru na Filmovém festivalu v Dubaji. 13. prosince 2016 a do kin byl oficiálně uveden 16. prosince 2016. V České republice bude mít premiéru 22. prosince 2016.

### Tržby
V Severní Americe byl uveden do kin společně s filmem Rogue One: Star Wars Story a s filmem Místo u moře, který byl rozšířen do více kin. Za první víkend byl plánován výdělek 11–13 milionů dolarů. Za první promítací den snímek získal 2,4 milionů dolarů.

### Recenze
Film získal negativní recenze od kritiků. Na recenzní stránce Rotten Tomatoes získal z 88 započtených recenzí 14 procent s průměrným ratingem 3,5 bodů z deseti. Na serveru Metacritic snímek získal z 35 recenzí 23 bodů ze sta. Na Česko-Slovenské filmové databázi snímek získal 72%.

## Ocenění
| Ocenění                     | Kategorie                           | Nominovaný                                                 | Výsledek  |
| --------------------------- | ----------------------------------- | ---------------------------------------------------------- | --------- |
| Hollywood Film Awards       | Objev roku                          | Naomie Harrisová (také za Moonlight)                       | vítězství |
| London Film Critics' Circle | Britská/irská herečka roku          | Naomie Harrisová (také za Moonlight a Our Kind of Traitor) | nominace  |
| NAACP Image Awards          | Nejlepší herec hlavní roli ve filmu | Will Smith                                                 | nominace  |
| Zlatá malina                | Nejhorší dvojice na plátně          | Celé obsazení jednou respektovaných herců                  | nominace  |